# .ga
.ga je vrhovna internetska domena (country code top-level domain - ccTLD) za Gabon. Domenom upravlja Gabon Telecom.

## Vanjske poveznice
- IANA .ga whois informacija  Arhivirana inačica izvorne stranice od 7. rujna 2008. (Wayback Machine)